# Centrioncus angusticercus
Centrioncus angusticercus är en tvåvingeart som beskrevs av Feijen 1983. Centrioncus angusticercus ingår i släktet Centrioncus och familjen Diopsidae.
Artens utbredningsområde är Sudan. Inga underarter finns listade i Catalogue of Life.